# Nik Tominec
Nik Tominec (* 26. März 1991 in Luzern) ist ein schweizerisch-slowenisch-kroatischer Sportfunktionär und ehemaliger Handballspieler. Seit 2023 ist er Sportchef beim Schweizer Verein HC Kriens-Luzern.

## Karriere

### Verein
Tominec lernte das Handballspielen bei BSV Borba Luzern und wurde U-17-Schweizermeister. Der 1,87 m große rechte Flügel spielte in der Saison 2009/10 beim slowenischen Verein RD Koper und in der folgenden Spielzeit beim RK Maribor Branik. Mit Maribor nahm er am Cup Winner’s Cup 2010/11 teil. Ab 2011 stand er bei den Kadetten Schaffhausen unter Vertrag. Zur Saison 2014/15 wechselte er zum HC Kriens-Luzern. Bereits nach einer Spielzeit kehrte er nach Schaffhausen zurück, wo er 2023 seine Laufbahn beendete.
Mit den Kadetten wurde Tominec 2012, 2014, 2016, 2017, 2019, 2022 und 2023 Schweizer Meister, 2014, 2016 und 2021 Cupsieger sowie 2011, 2012, 2013, 2015, 2016, 2017, 2019 und 2022 SuperCupsieger. In der Handball League warf er 628 Tore in 322 Spielen.

### Nationalmannschaft
Nik Tominec war zunächst wie seine Eltern slowenisch-schweizerischer Doppelbürger. Mit der slowenischen U-19-Nationalmannschaft nahm er am Partille-Cup 2009 in Göteborg teil und wurde in das All-Star-Team des Turniers gewählt. Vor der Europameisterschaft 2012 wurde er vom slowenischen Nationaltrainer Boris Denič ins Aufgebot für die letzten Qualifikationsspiele berufen. Gleichzeitig versuchte auch der Schweizer Handballverband um Trainer Goran Perkovac, ihn für die Schweizer Nati zu gewinnen. Tominec entschied sich letztlich für die kroatische Nationalmannschaft. Mit den Kroaten gewann er an den Mittelmeerspielen 2013 die Silbermedaille.
Da er hinter den etablierten Spielern Zlatko Horvat und Ivan Čupić wenig Einsatzchancen bekam, entschloss er sich, ab 2018 für die Schweiz aufzulaufen. Sein Debüt für die Nati gab er am 5. April 2018 in Coimbra beim 28:27-Sieg gegen Portugal.
Mit der Schweiz belegte er an der Europameisterschaft 2020 den 16. Platz, dabei warf er ein Tor in drei Spielen. An der Weltmeisterschaft 2021 kam die Mannschaft erneut auf den 16. Platz, Tominec blieb in sechs Partien torlos.

## Privates
Sein Vater Matjaž war unter anderem slowenischer Nationaltrainer, seine Mutter Zelika jugoslawische Nationalspielerin und sein Bruder Rok Handballer beim HC Kriens-Luzern. Nik Tominec wuchs in Luzern auf, ging auf die Kantonsschule und machte seine Matura auf Slowenisch. Er absolvierte einen 18-monatigen Aufenthalt im Fussballzentrum von Ljubljana, entschied sich aber für den Handball.